# Legkippenhouderij
Legkippenhouderij is een vorm van veehouderij waar kippen of beter gezegd hennen worden gehouden voor de productie van eieren. De legkippenhouderij is een tak van veehouderij waar veel commentaar op is vanwege de huisvestingsmethode. De huisvestingsmethode van de legkippenhouderij en met name de legbatterijen worden gezien als een niet diervriendelijk door dierenrechten- en dierwelzijnsorganisaties.

## Geschiedenis
De geschiedenis van de legkippenhouderij begint net als die van veel intensieve veehouderij soorten in de 19e eeuw. In Nederland was de legkippenhouderij tot 1890, behalve in de omgeving van Barneveld, een kleinschalige vorm van veehouderij. Tot die tijd werden de dieren voornamelijk als erfdieren gehouden.
Vanaf 1890 vond er een explosieve groei van de grootte van de legkippenhouderij plaats. Dit doordat het produceren van eieren een winstgevende bezigheid was. Zo waren er in 1910 al bedrijven met een grootte van 300 leghennen, maar een grootte van 50 was gangbaar. Naast de grootte veranderde ook de manier van houden. Waar vroeger de dieren los op het erf liepen werden ze in 1910 op een afgesloten stuk land met daarop een nachtverblijf en leghok. Tussen 1923 en 1940 verdubbelde de eiproductie in Nederland van 73 miljoen kilo naar 147 miljoen kilo. Deze productiestijging kwam naast de groei van de bestaande bedrijven ook door selectie. Zo gaven hennen in 1930 116 eieren per jaar. Maar er waren op dat moment al tophennen op onderzoekscentrum voor de pluimveeteelt het Spelderholt die tussen de 170 en 200 eieren legden, tegenwoordig leggen kippen ongeveer 300 eieren per jaar.
Tijdens de Tweede Wereldoorlog daalde de productie sterk. Na de Tweede Wereldoorlog kwam de ontwikkeling van de legkippenhouderij in een stroomversnelling, dit mede door het gemeenschappelijk landbouwbeleid dat als doel had de productie van de Europese landbouw op te schroeven. Midden 20e eeuw was er binnen het Europese landbouwbeleid een trend dat alles groter en efficiënter moest. Deze schaalvergroting en efficiëntieslag leidde ertoe dat in 1984 de productie van eieren haar hoogtepunt in Nederland bereikte. Dat jaar werd er een productie gehaald van 664 miljoen kilo. Sindsdien krimpt de sector in door problemen op het gebied van: dierwelzijn, mestoverschot, ammoniakuitstoot en stankoverlast en door de interimwet beperking varkens- en pluimveehouderijen. Deze problemen worden aangepakt. Zo zijn legbatterijen per 2012 verboden, daarvoor in de plaats kwamen de "Verrijkte Kooien die vervolgens per 01-01-2021 werden verboden het laatste alternatief Koloniehuisvesting is ook aan discussie (2024) onderhevig.
Er zijn ook groenlabelstallen gekomen de ammoniakemissie moeten beperken.

### Bedrijfsvoering
In Nederland zijn (2022) 800 leghenhouderijen, met in totaal 33 miljoen dieren die 8,6 miljard eieren per jaar produceren.
De bedrijfsvoering kan, meestal door de afnemer bepaald, gericht zijn op gangbaar, 1 tot 3 sterren "Beter Leven" voor alle klassen zijn
de eisen vastgesteld in Beter Leven-keurmerk.
| Eisen leghennen beterleven keurmerk | Eisen leghennen beterleven keurmerk | Eisen leghennen beterleven keurmerk | Eisen leghennen beterleven keurmerk | Eisen leghennen beterleven keurmerk | Eisen leghennen beterleven keurmerk |
| ----------------------------------- | ----------------------------------- | ----------------------------------- | ----------------------------------- | ----------------------------------- | --- |
| soort                               | Gangbaar                            | 1 ster                              | 2 sterren                           | 3 sterren                           | Legenda Ruimte: aantal dieren per m2 Afleidingsmateriaal: G+S+P = Graan strooien en strobalen+pikstenen Uitloop overdekt % van totale staloppervlakte) + Vrije uitloop min. m2 per kip. |
| ruimte                              | 9/m²                                | 9/m2                                | 9/m2                                | 6 à 7/m2                            | Legenda Ruimte: aantal dieren per m2 Afleidingsmateriaal: G+S+P = Graan strooien en strobalen+pikstenen Uitloop overdekt % van totale staloppervlakte) + Vrije uitloop min. m2 per kip. |
| afleidingsmateriaal                 | Geen eis                            | G+S+P                               | G+S+P                               | G+S+P                               | Legenda Ruimte: aantal dieren per m2 Afleidingsmateriaal: G+S+P = Graan strooien en strobalen+pikstenen Uitloop overdekt % van totale staloppervlakte) + Vrije uitloop min. m2 per kip. |
| uitloop                             | Geen eis                            | 2O%                                 | 50% 4/m2                            | 100% 4/m2                           | Legenda Ruimte: aantal dieren per m2 Afleidingsmateriaal: G+S+P = Graan strooien en strobalen+pikstenen Uitloop overdekt % van totale staloppervlakte) + Vrije uitloop min. m2 per kip. |

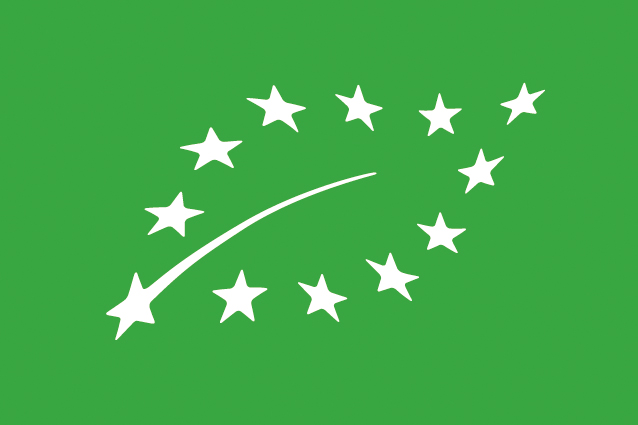

De regels voor biologische eieren zijn onduidelijk, er zijn meerdere organisaties die zich er mee bezig houden de eicode op het ei moet beginnen met 0.
Herkenbaar aan het EKO-keurmerk, Europees biologisch keurmerk (het groene of zwarte blaadje) certificatie door Skal (Nederland), COKZ, er is ook nog een klein aandeel voor de biologisch dynamische eieren.
| code | soort                     |
| ---- | ------------------------- |
| 0    | biologisch                |
| 1    | Vrije-uitloopei of grasei |
| 2    | scharrelei                |
| 3    | ei uit Koloniehuisvesting |

## Productieketen
De Productieketen in Nederland van de legkippenhouderij bestaat uit meerdere schakels die worden uitgevoerd door gespecialiseerde bedrijven.
Soorten, aantal bedrijven en gehouden dieren in Nederland 2022.
| soort | aantal | aantal dieren   |
| --- | ------ | --------------- |
| Opfokbedrijven en legbedrijven voor het ontwikkelen en produceren van ouderdieren                                                                            | 65     | 1.5 miljoen     |
| Broederijen waar de eieren uitgebroed worden en de kuikens uit het ei komen, deze bedrijven zijn gecontracteerd door de ouderdierenbedrijven.                | 5      | 35 à 40 miljoen |
| Opfok van de leghennen, de hennen blijven hier totdat zij 17 à 18 weken zijn (legrijp). Ook deze bedrijven zijn gecontracteerd door de ouderdierenbedrijven. | 120    | 9.2 miljoen     |
| Leghennenhouderijen hier leggen de kippen de eieren. | 800    | 8.6 miljoen     |
| Pakstations die zorgen voor het verpakken en de distributie van de eieren (er worden ook nog eieren geïmporteerd).                                           | 70     | 9 miljoen       |

Veel producten van deze bedrijven worden geëxporteerd van de eieren wordt 25 à 30% verwerkt tot eierehoudende producten.